# Voto más fusil
Voto + fusil, es un drama histórico filmado en blanco y negro, del director Helvio Soto, grabada en Chile, a principios de los años 70. Cuyo eje central es trasladar a los telespectadores a 3 hitos en la historia del movimiento social chileno: el triunfo del Frente Popular, en 1937, La Ley Maldita en 1947 y el triunfo de la Unidad Popular, en 1970. 

## Argumento
La película muestra en 3 etapas la evolución política del movimiento social chileno entre 1937 y 1970. Siendo la idea principal del director manifestar que no sólo basta con ganar el poder a través de las elecciones, ese triunfo tiene que ser reforzado con la capacidad de responder a los intentos de la derecha de defender sus privilegios, que en la historia de Chile no han dudado en perseguir a los comunistas.
Así el director va mostrando los errores de los comunistas al enfrentar la persecución, pero también muestra como se va generando un inmenso movimiento de masas que desembocó en el triunfo de Salvador Allende. 
Sobre el peligro de la reacción de la derecha chilena, interpreta el asesinato del Comandante en Jefe del Ejército René Schneider por un Comando de Patria y Libertad el 22 de octubre de 1970, cuyo objetivo era provocar una reacción de las Fuerzas Armadas y el Congreso Nacional secuestrando al oficial, pero el general repelió el ataque siendo herido de muerte.

## Elenco
- Patricia Guzmán
- Leonardo Perucci
- María Elena Gertner
- Marcelo Romo como Marcelo
- Marcelo Gaete
- Héctor Duvauchelle
- Mario Montilles
- Rafael Benavente
- Gloria Münchmeyer
- Jorge Guerra como Dionisio
- Jorge Lillo
- Roberto Parada como Tío de Mario
- María Teresa Fricke
- Julio Jung